# Czibula család
Czibula vagy Czibulya család egy Nyitra vármegyei és Verebélyi széki egyházi nemesi család. 
A család Nyitra vármegyéből származik. Czibula Pált 1713-ban Nagycétényben említi összeírás. 1747-ben Cserge András és hugának Cserge Katalinnak Czibula István fia (és lánya Czibula Erzsébet nevében is) megosztoztak Bogyó Ilonától (Csergék anyja) származott nemespanni örökségükön. 1764-ben Czibula István e részét Bogyó Ferencre íratta. 1793-ban Batthyány József esztergomi érsek adományt adott a családnak Nemespannon, s ezáltal egyházi nemességet szereztek. 1821-ben összeírták Czibulya István árvájának Juliannának szerény nemespanni jussát. 1834-ben egyik ága Hont vármegyében telepedett le. Czibula László 1896-1906 között Hont vármegye alispánja volt.
1823-1831 és 1843–1846 között Czibulya János volt a nemespanni kántortanító. 1846-ban Nemespannon Czibula János özvegyét (Hontban) és fia János, Czibula Ferenc és fia Ferenc (Érsekújvárban) és Czibula István özvegyének nemességét igazolták.

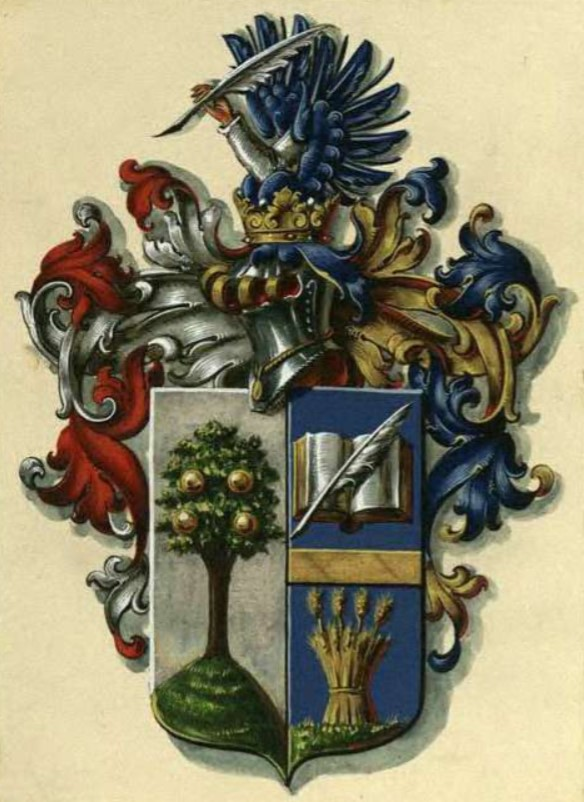
A Czobor család címere 1899-ből

1899. október 10-én Czibulya László Hont vármegye alispánja, Czibulya Gyula esztergomi hercegprímási uradalmi felügyelő és leszármazottaik valamint Czibulya Vilmos vámosladányi római katolikus plébános nevük "Czobor"-ra változtatása mellett "nemespanni" előnévvel magyar nemességet kaptak. Rokonságba kerültek a Rubinek családdal.
A Czobor család címere hasított pajzsban elöl ezüstben zöld halmon természetes színű almafa, négy aranyvörös almával. Hátul kékben arany pólyával vágva, mely felett arany metszetű nyitott könyvre balharánt fektetett ezüst lúdtoll. A pólya alatt zöld alapon álló arany búzakéve, négy kiálló arany búzakalásszal. Sisakdísz: zárt kék szárny közt könyöklő fehérmezű kar, ezüst lúdtollat tartva. Takarók: vörösezüst, kékarany.

## Neves személyek

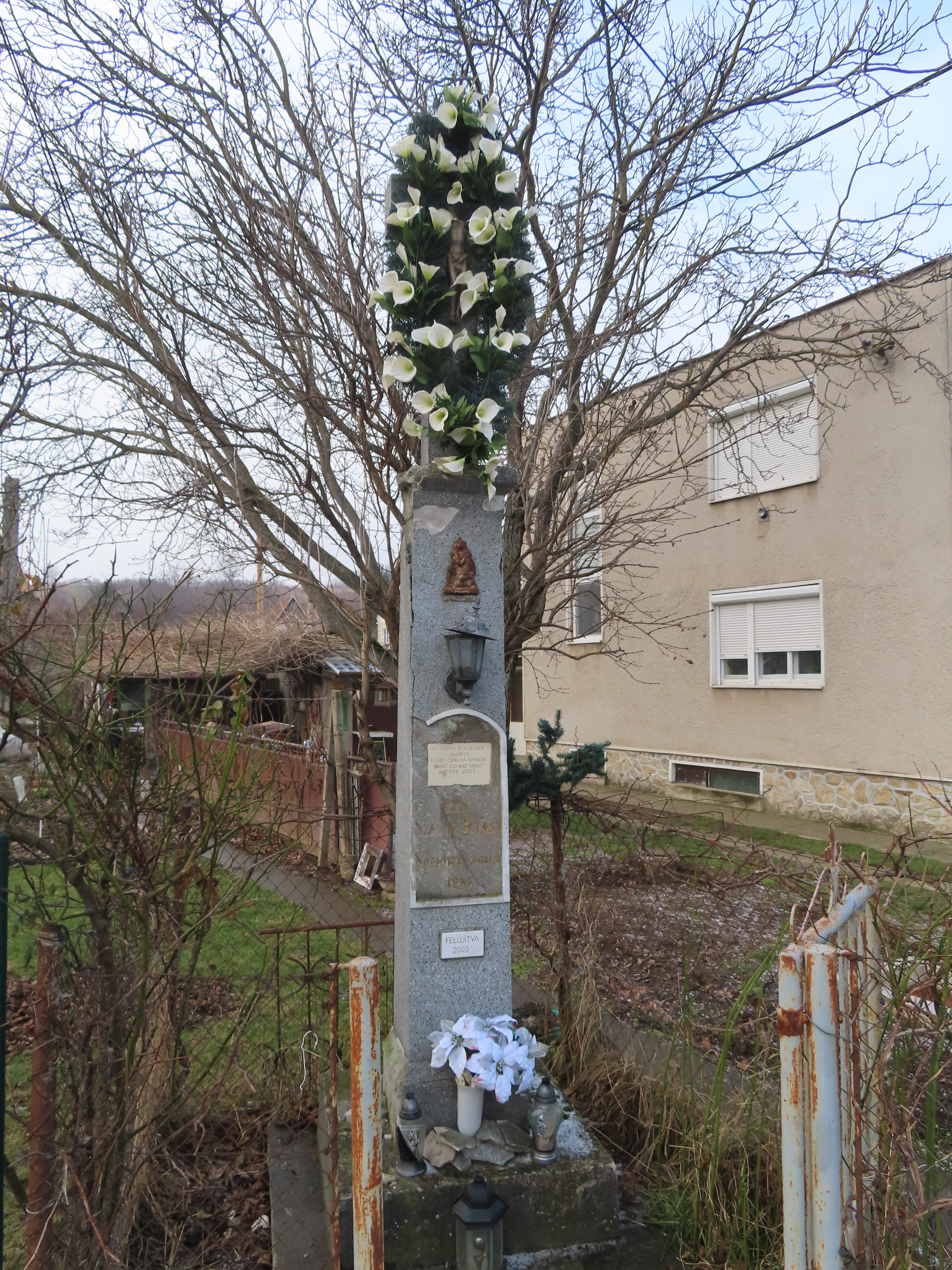
Száraz Mihályné Czibulya Katalin által alapított 1837-es kereszt Nyitranagykéren
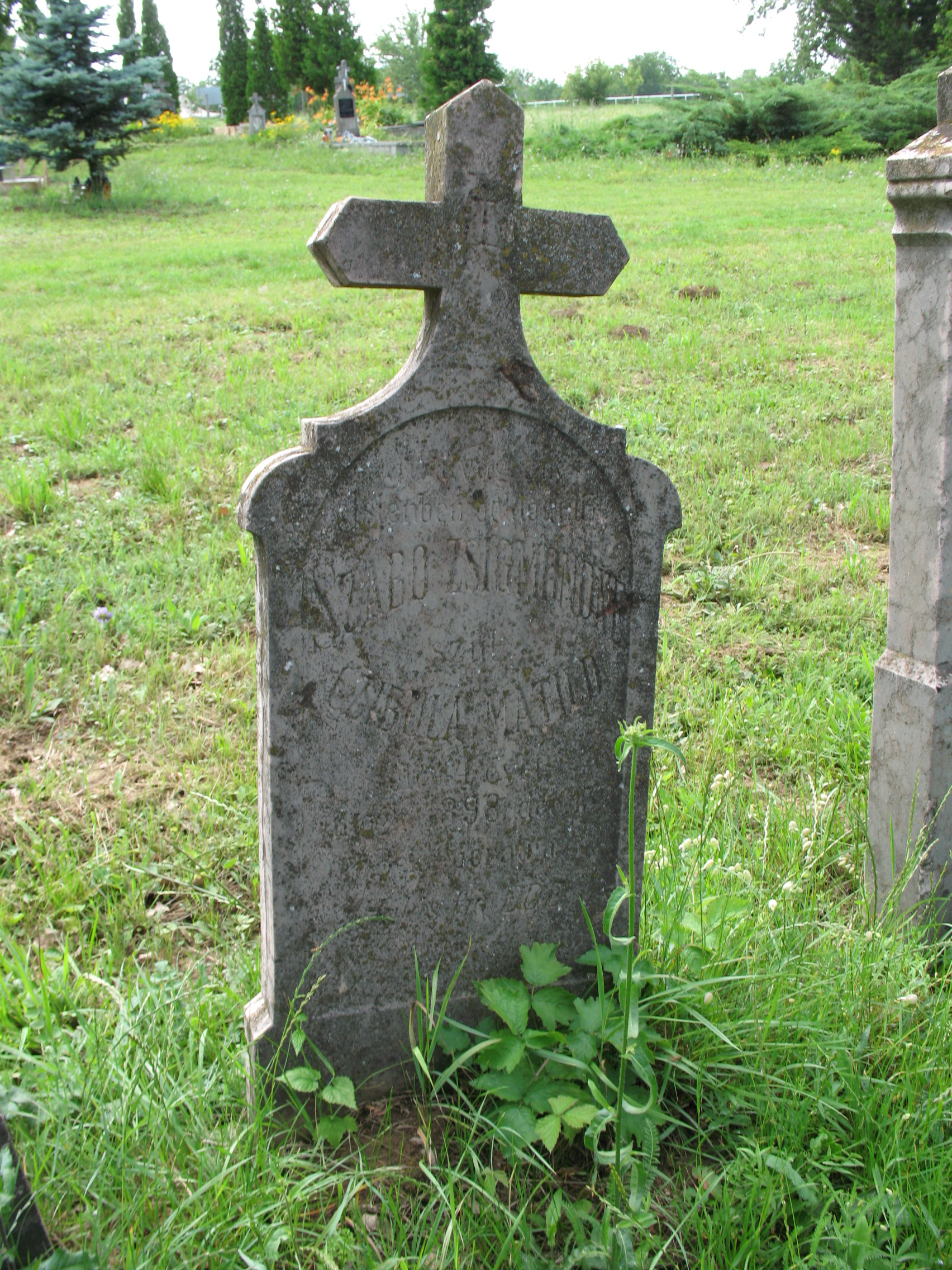
Sírkő a nemespanni temetőben
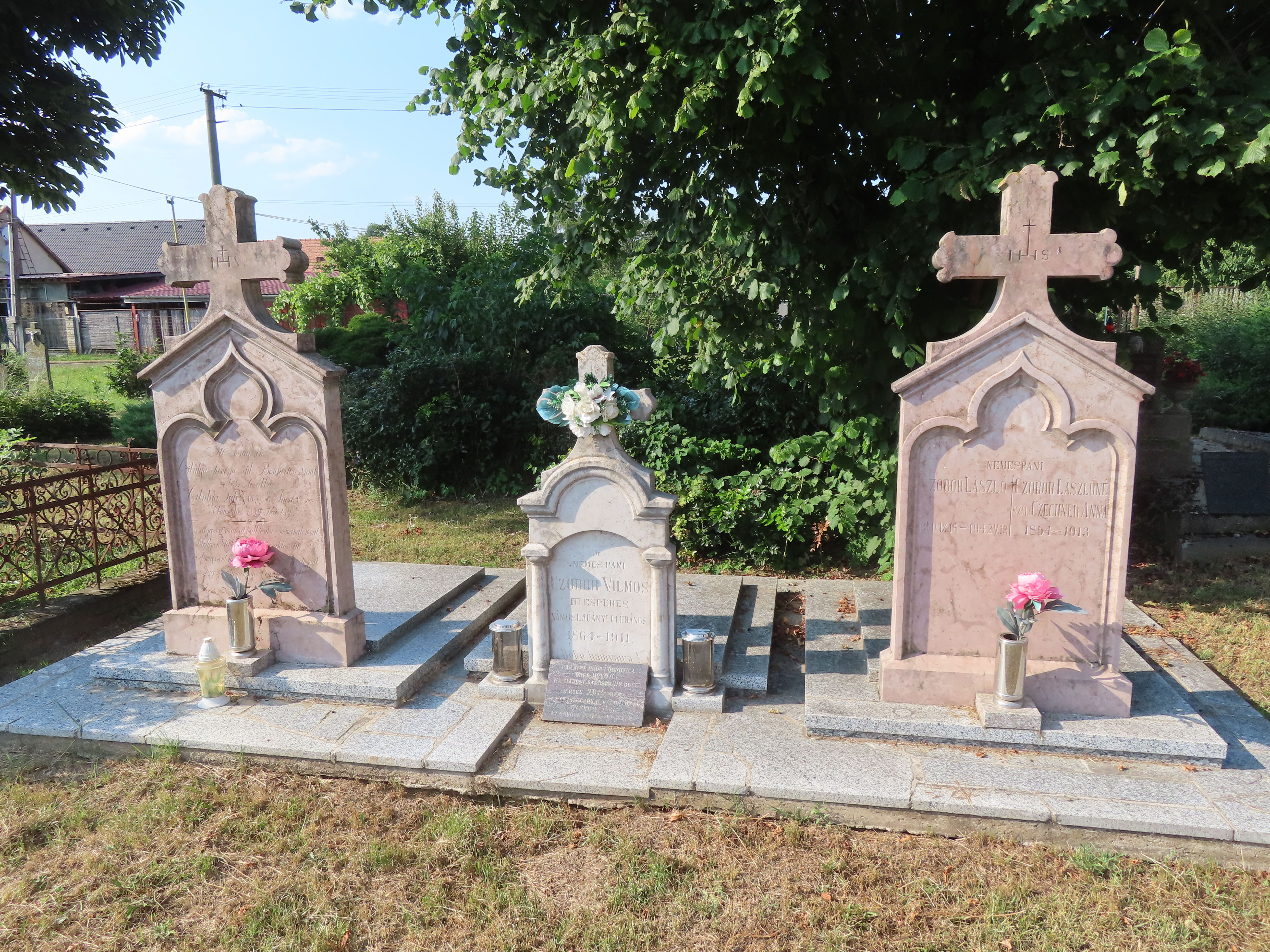
Czobor családtagok sírhelyei Gyerken

- Nemespanni Czobor László (1899-ig Czibulya; 1850-1942) agrárpolitikus, alispán, országgyűlési képviselő, az Országos Magyar Kertészeti Egyesület elnöke
- Nemespanni Czobor Gyula (1899-ig Czibulya; 1853–1908) esztergomi hercegprímási uradalmi felügyelő
- Nemespanni Czobor Vilmos (1899-ig Czibulya; 1864-1911[8]) vámosladányi római katolikus plébános, költő[9]
- Nemespanni Czobor Imre Ambrus József (1883–1959), Gyula fia, kerületi kormánybiztos, Komárom és Esztergom vármegyék főispánja 1920-tól az újabb vármegyerendezésig
- Nemespanni Czobor Erzsébet (1922-1996) színésznő
- Leányágon házastárs Farkas Ferenc (1852-1916) hercegprímási uradalmi gazdasági intéző, gazdasági szakíró